# Goldenes Kalb (Filmpreis)

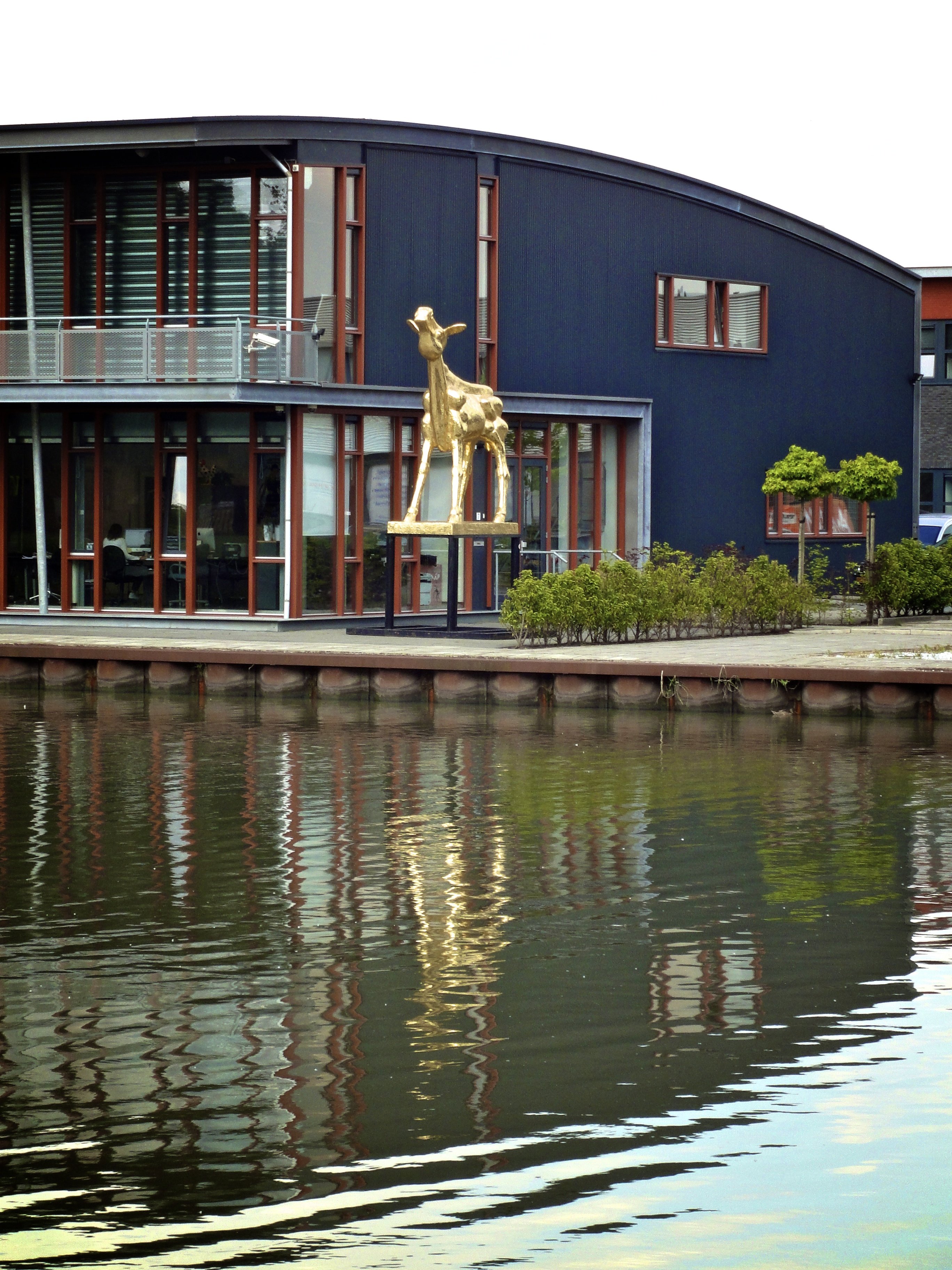
Goldenes Kalb

Das Goldene Kalb (niederländisch: Gouden Kalf) ist die Auszeichnung des Niederländischen Filmfestivals, das einmal im Jahr in Utrecht abgehalten wird. Der Preis wird seit 1981 und anfangs in den Kategorien: Bester Schauspieler, Beste Schauspielerin, Bester Film, Bester Kurzfilm, Kulturauszeichnung und Ehrenauszeichnung verliehen. Im Jahr 2012 gab es insgesamt 19 Kategorien.
Zu den bekannten niederländischen Regisseuren und Schauspielern, die das Goldene Kalb in Empfang nehmen durften, zählen Rutger Hauer, Louis van Gasteren, Paul Verhoeven, Eddy Terstall, Carice van Houten, Fons Rademakers, Martin Koolhoven, Alex van Warmerdam, Fedja van Huêt, Jean van de Velde, Dick Maas, Marleen Gorris, Ian Kerkhof, Jeroen Krabbé, Monic Hendrickx sowie Rijk de Gooyer.

## Statue
Die Goldenes-Kalb-Statue stellt ein goldenes Kalb dar, welches in den Himmel blickt. Es wurde 1980 vom Bildhauer Theo Mackaay für den Urheber des Festivals, Jos Stelling erschaffen. Jos Stelling hält die Idee für das goldene Kalb dem Direktor Wim Verstappen zugute, während Theo Makaay diese für sich selbst beansprucht. Die Statue selbst ist eine 33 cm hohe gegossene Bronzeskulptur. In den Anfangsjahren war das Kalb auf einem Marmorfuß montiert. Um den Gewinnern das Anheben des Preises über ihren Köpfen zu erleichtern, wurde jene Variante mittlerweile durch eine leichtere Version (ebenfalls von Theo Mackaay) ersetzt.

## Name und Bedeutung
Ebenso wie in anderen europäischen Filmpreisen – dem Goldenen Bären auf den Berliner Filmfestspielen oder dem Goldenen Löwen in Venedig – nimmt der Name des Preises Bezug auf ein Tier. Kühe gehören zu den häufigsten Nutztieren der Niederlande, gleichwohl entschied man sich für ein junges Kalb, da man Witze über „alte Kühe“ vermeiden wollte.
Der Name spielt zudem auf die biblische Erzählung vom Goldenen Kalb an (Ex 32 ). Der biblischen Legende nach sollen Menschen um ein, einem Kalb nachgebildeten, goldenes Götzenbild herum ein Fest veranstaltet haben. Eine Analogie zu den auf dem Nederlands Film Festival gezeigten Festivitäten um die aktuellen Produktionen.

## Kategorien
Im Jahr 2007 wurden Goldene Kälber in den folgenden Kategorien ausgereicht:
| Kategorie                    | Originalbezeichnung                | verliehen seit |
| ---------------------------- | ---------------------------------- | -------------- |
| Bester langer Spielfilm      | Beste lange Speelfilm              | 1981           |
| Beste Regie                  | Beste Regie                        | 1983           |
| Bester Hauptdarsteller       | Beste Acteur                       | 1981           |
| Beste Hauptdarstellerin      | Beste Actrice                      | 1981           |
| Bester Nebendarsteller       | Beste Mannelijke Bijrol            | 2005           |
| Beste Nebendarstellerin      | Beste Vrouwelijke Bijrol           | 2005           |
| Kultur                       | Filmcultuur (früher: Cultuurprijs) | 1981           |
| Bestes Drehbuch              | Beste Scenario                     | 1999           |
| Bester Kurzfilm              | Beste Korte Film                   | 1981           |
| Bester langer Dokumentarfilm | Beste Lange Documentaire           | 1982           |
| Bester kurzer Dokumentarfilm | Beste Korte Documentaire           | 1993           |
| Bestes Fernsehdrama          | Beste Televisiedrama               | 1993           |
| Besonderer Preis der Jury    | Speciale Juryprijs                 | 1983           |
| Beste Kamera                 | Beste Camera                       | 2003           |
| Bester Schnitt               | Beste Montage                      | 2003           |
| Beste Musik                  | Beste Muziek                       | 2003           |
| Bestes Szenenbild            | Beste production design            | 2003           |
| Bestes Sound Design          | Beste sound design                 | 2003           |
| Publikumspreis               | Publieksprijs                      | 2001           |

In der Vergangenheit wurden auch in den folgenden Kategorien Goldene Kälber vergeben. Einige der Preise hatten nur kurzzeitig Bestand oder wurden unregelmäßig verliehen, während der Fachpreis in den Preisen für Beste Kamera/Schnitt/Musik/Szenenbild/Sound Design/Drehbuch aufging.
| Kategorie                                      | Originalbezeichnung                     | Zeitraum  |
| ---------------------------------------------- | --------------------------------------- | --------- |
| Bester Schauspieler in einem Fernsehdrama      | Beste Acteur in Televisiedrama          | 1998–2001 |
| Beste Schauspielerin in einem Fernsehdrama     | Beste Actrice in Televisiedrama         | 1998–2001 |
| Beste Schauspielleistung in einem Fernsehdrama | Beste Acteerprestatie in Televisiedrama | 1994–1997 |
| Fachpreis                                      | Vakprijz                                | 1982–2002 |

- Film des Jahrhunderts (Film van de Eeuw):
  - Türkische Früchte (Turks Fruit) von Rob Houwer (Produzent), und Paul Verhoeven (Regie), (1999)
- Besonderer Preis der Leitung (Speciale Prijs van het Bestuur):
  - J. Th. van Taalingen (1992)
  - Cor Koppies (1994)
- Bester Werbefilm (Beste commercial):
  - Hamka's von Trevor Wrenn (1990)
  - Woonruimte gevraagd von Todd Masters (1991)
- Bester Europäischer Film (Beste Europese Film):
  - Das weiße Zauberpferd (Into the West); (Verweistitel: Der weiße Zauberhengst) von Mike Newell (1994)
  - Wendehals (Zawrócony) von Kazimierz Kutz (Regie+Drehbuch) (1995)
- Ehrenauszeichnung:
  - Luger von Theo van Gogh (1981)
  - Sempre Piu Difficile von Tom d'Angremond (1981)
  - De oplossing? von Sander Francken (1983)

## Kritik
In der Reality-TV-Serie Taxi von 1995 warf Rijk de Gooyer sein Goldenes Kalb auf die Straße, als er nach einer unbefriedigenden Abschlusszeremonie des Niederländischen Filmfestivals ein Taxi bestieg.
In den Jahren 2005, 2006 und 2007 gab es ein bis zwei Tage vor der Ausreichung der Goldenen Kälber, ebenfalls in Utrecht, eine Gegenveranstaltung, wo der Negativpreis Gouden Ui an den schlechtesten niederländischen Film, Schauspieler und Regisseur vergeben wurde.